# 董闯
董闯，大连交通大学材料科学与工程学院教授，研究方向为材料设计，申请数10项专利。中国教育部第六批“长江学者”特聘教授。

## 生平
1980至1988年，在大连工学院（今大连理工大学）金属材料专业先后获得学士、硕士、博士学位。1991年获得法国洛林国立理工大学材料科学博士学位。1992~1994年，先后在南锡矿业学院、中科院从事博士后研究。
1994年至今，先后在大连理工大学材料科学与工程学院、大连交通大学材料科学与工程学院担任教授。
1995至2004年间，曾经在印度科学学院、埃姆斯实验室、香港城市大学、南锡矿业学院、休斯顿大学超导研究中心，山口大学理学院等学术机构做访问学者、访问教授或研究员。